# Sydney Lough Thompson
Sydney Lough Thompson (né le 24 janvier 1877 à Oxford, Nouvelle-Zélande, et mort le 8 juin 1973 à Concarneau en France) est un artiste peintre néo-zélandais.

## Famille

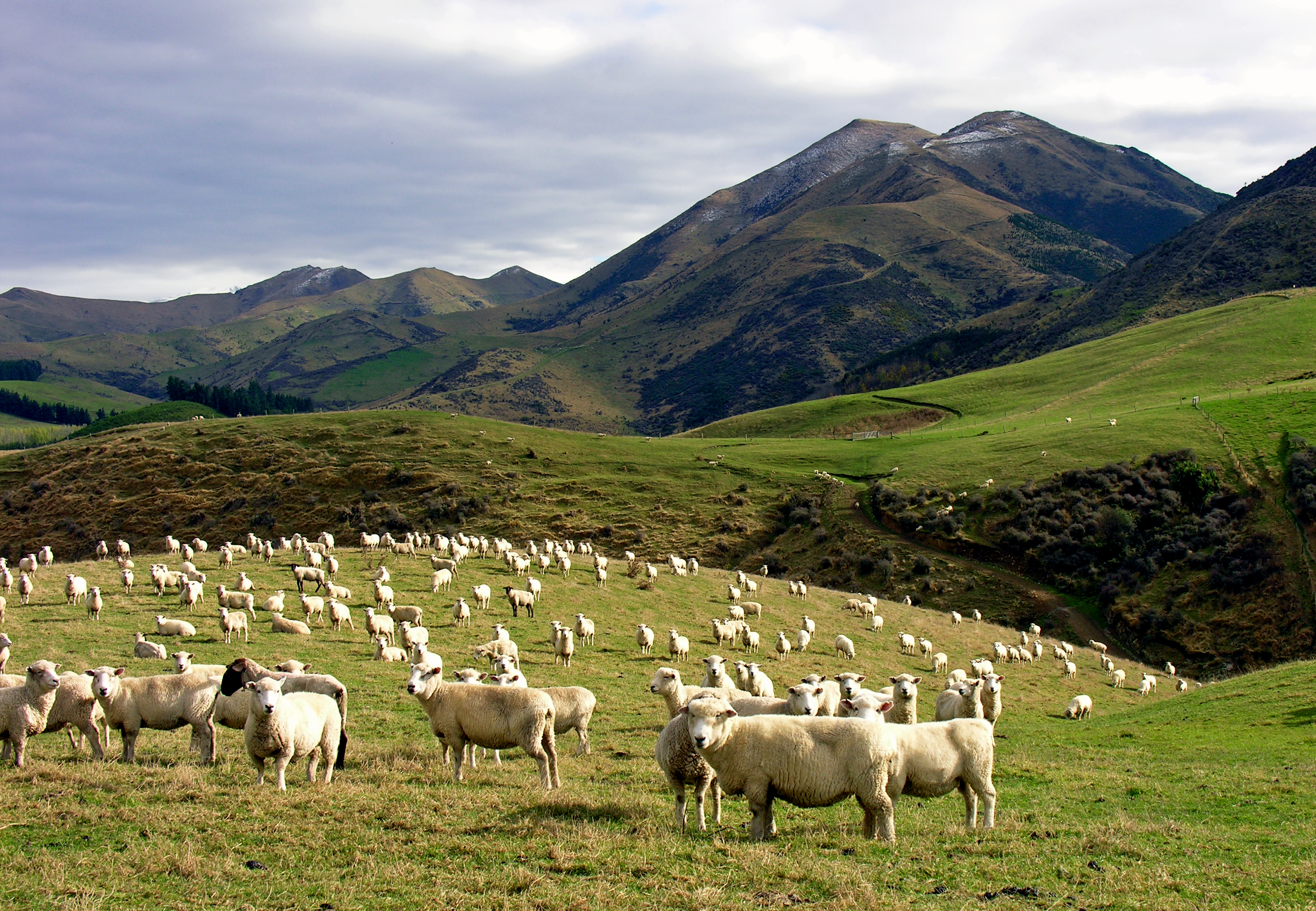
Canterbury, Nouvelle-Zélande.

Sydney Lough Thompson est né à Oxford, Canterbury, Nouvelle-Zélande. Il est le fils de Charles Abel Thompson et de Sophia Matilda Lough et il a  cinq frères et trois sœurs. Son père, arrivé en Nouvelle-Zélande alors qu'il était jeune homme, possédait une épicerie à Oxford, puis il éleva des moutons. Thompson alla à l'école jusqu'à treize ans, puis travailla à la ferme de son père.

## Début de sa carrière artistique
Ce sont les tableaux de Petrus Van der Velden qui ont suscité l'intérêt de Thompson pour l'art, et en 1895, Thompson s'inscrit à l'école d'art Canterbury College School of Art à Christchurch. Thompson prit aussi des leçons avec Van der Velden, qui eut beaucoup d'influence sur lui et encouragea son ambition à devenir un artiste. L'influence de Van Der Velden est visible dans le portrait Lady Mclean (huile, 1907) et également dans Le Crucifix (huile, 1902).

## Départ en Europe

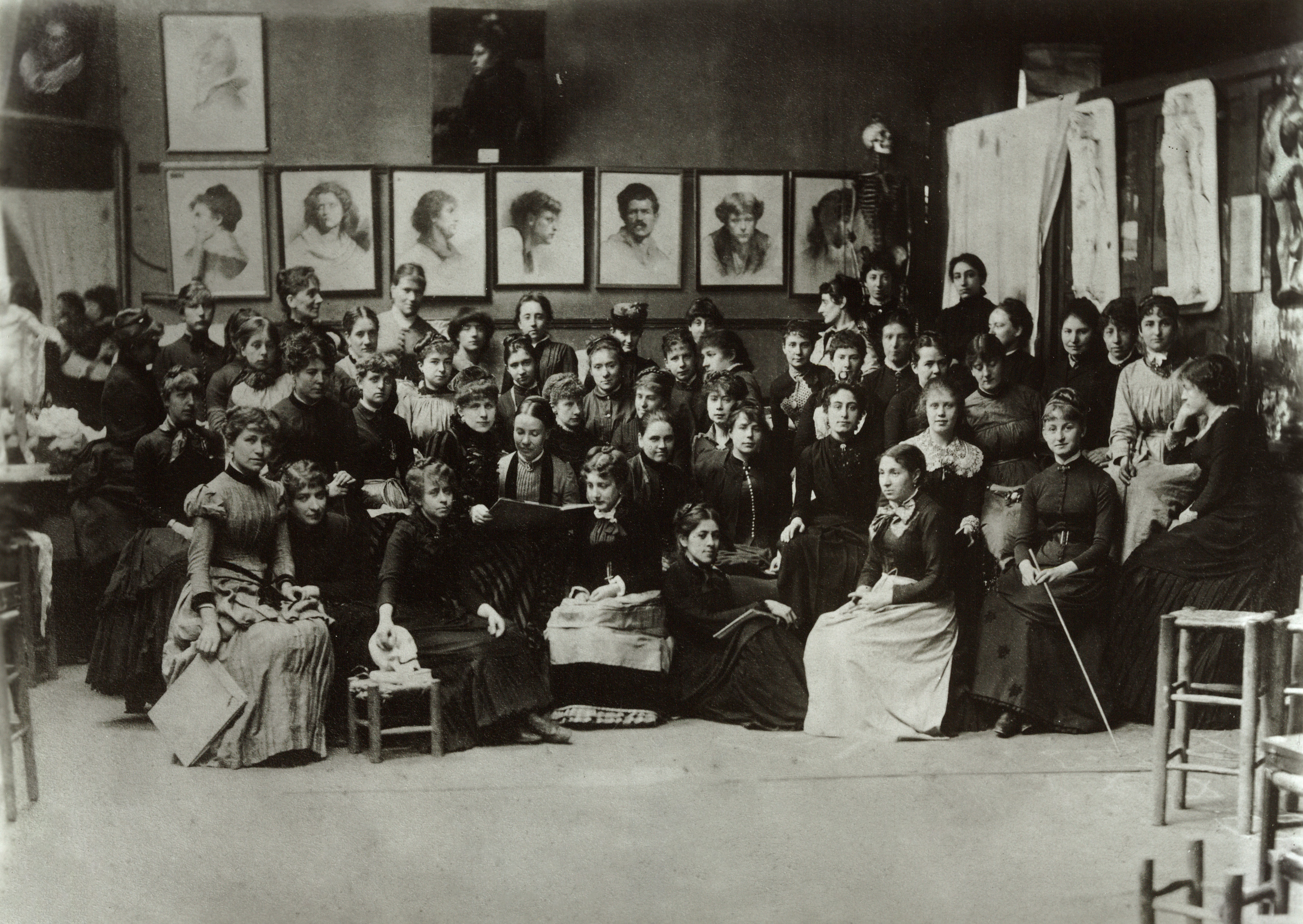
L'académie Julian.

En 1900, il vint à Londres, puis à Paris en 1901, où il subit l'influence de l'école de peinture française de cette époque. Il étudie à l'académie Julian et fréquente les classes de Gabriel Ferrier et William Bouguereau. Il revint en Nouvelle-Zélande et devint professeur au Canterbury College School of Art entre 1906 et 1910.

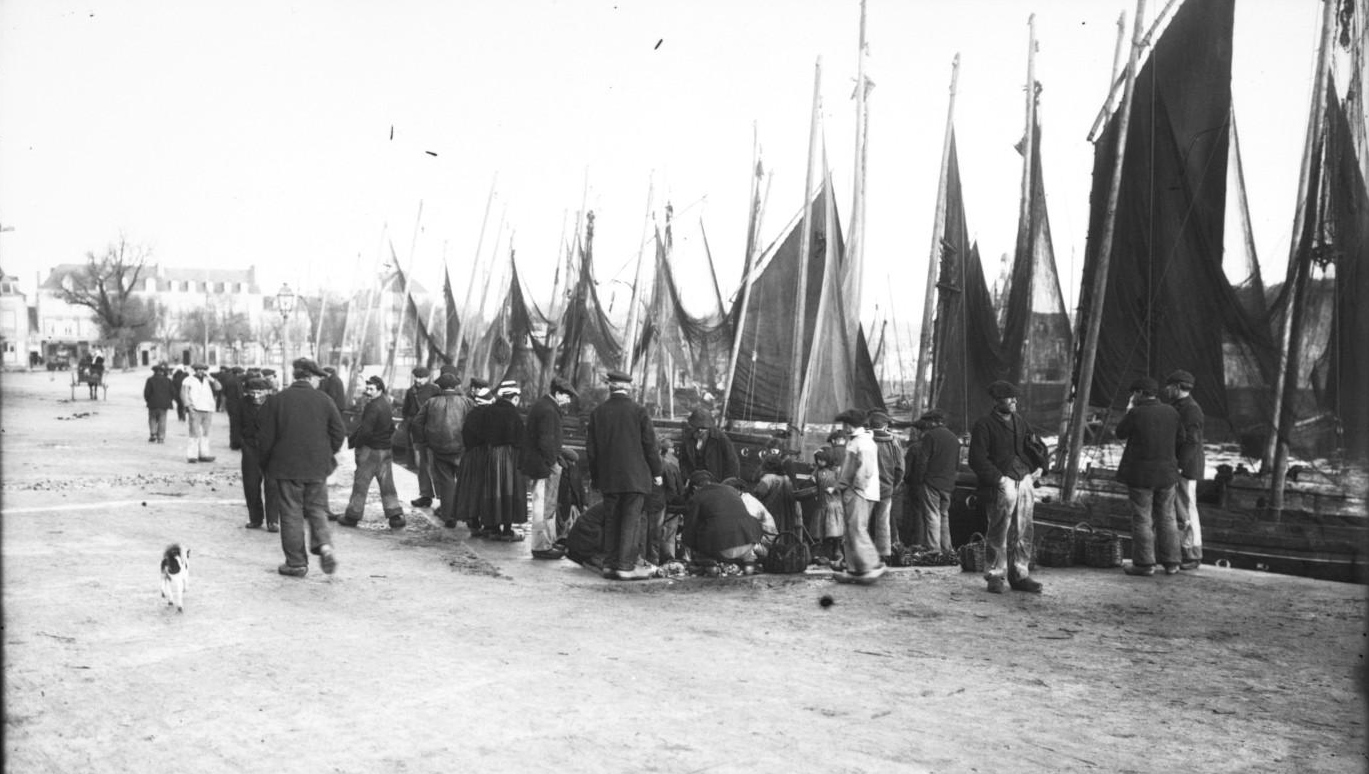
Concarneau - vue du port au retour de pêche - 1913.

Le 28 mars 1911, Thompson se maria avec Maude Ethel Coe à l'église St Mary’s à Irwell, Canterbury, et, peu après, revint à Londres et en France. Il passa beaucoup de temps à Concarneau, où il prit goût à la peinture en extérieur. Ses trois enfants (un fils et deux filles) naquirent à Concarneau.
Lors de son séjour à Concarneau en 1917, il fait le portrait de la peintre Emmy Leuze-Hirschfeld.
Il revint en Nouvelle-Zélande en 1923 mais continua à partager son temps entre la Nouvelle-Zélande et Concarneau. En Nouvelle-Zélande, il peignit de nombreux paysages adoptant le style qu'il a étudié en Europe.

## Œuvre
Sydney Thompson a été formé suivant l'école réaliste qui prévalait en Europe à la fin du XIXe siècle. La plupart de ses premières peintures sont des natures mortes et des portraits.
Après ses voyages en France, Thompson adopta un style post-impressionniste. Ses peintures deviennent plus colorées, utilisant davantage des couleurs pures et vives. Ses sujets aussi changent pour montrer les effets de la lumière naturelle dans la peinture sur le motif.
Il existe plus de 2 000 peintures de Thompson à travers le monde. Sa fille Annette a tenté de les répertorier ; elle en a trouvé 1 700, dont 500 représentent le port de Concarneau.
Une de ses œuvres, Portrait au tournesol de madame Thompson (1913), figure au catalogue du musée des Beaux-Arts de Brest. 
Il fit l'objet d'une exposition au musée de Pont-Aven en 1992.